# Павел Артемьевич Верещагин
Па́вел Арте́мьевич Вереща́гин — персонаж фильма «Белое солнце пустыни», одноимённой компьютерной игры, а также ряда книг и анекдотов.
Олицетворяет собой положительный образ русского таможенника, военнослужащего Российской империи.

## Образ персонажа

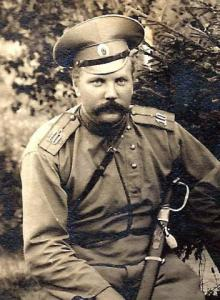
Прототип персонажа М. Д. Поспелов, факты биографии которого взял сценарист фильма

Павел Артемьевич Верещагин — военнослужащий предпенсионного возраста, вследствие революционных преобразований в стране оказавшийся не у дел, так как в сентябре 1918 года Отдельный корпус пограничной стражи был упразднён, а в бывшей империи началась интервенция и Гражданская война. Из фильма становится известно, что в царские времена он был широко известен в кругах среднеазиатских контрабандистов — его там «каждая собака знала». Но с началом Гражданской войны контроль над границей на определённое время ослаб, вследствие чего активизировалась деятельность местных уголовных элементов. Павлу Артемьевичу приходится мириться с окружающим произволом, так как прежней власти и полномочий за собой он уже не имеет. Прежняя империя погибла, единственный сын Верещагина Николай умер маленьким, и Верещагин переживает свою личную драму в праздности, пьянстве и пении лирических песен. В то же время его жена Анастасия пытается отвлечь мужа от хандры и безделья. Это однообразное существование прерывается появлением в поселке красноармейцев Петрухи и Сухова. Петруха явно напоминает Верещагину сына, а в Сухове он видит человека, близкого себе по духу, но не потерявшего цель жизни. Под влиянием этой встречи Верещагин вступает в борьбу с бандой Абдуллы.
Из фильма следует, что прежде Верещагин был боевым унтер-офицером, участником Первой мировой войны, служил в кавалерии и имел несколько Георгиевских крестов. Точно известно, что свои ранения он получил ещё до стычек с контрабандистами.
Вот как характеризуют образ Верещагина режиссёр Владимир Мирзоев:

Верещагин не случайно стал одним из любимых народных героев. Тут совпали редкое актерское обаяние самого Павла Борисовича и национальный архетип, видимо, восходящий к Илье Муромцу. Верещагин сидит сиднем, хлещет водку, берёт мзду, но только до тех пор, пока не задевают его глубинные чувства. Тут он просыпается, выходит из берлоги и восстанавливает попранную справедливость.

и писатель Владимир Шаров:

В фильме, и особенно в характере Верещагина, — наше подлинное представление о самих себе. Мы мощные, снисходительные и несуетливые. Пьём много, но от грусти и несовершенства мира. Мы уверены, что образ наш искажают враги или обстоятельства. Зла мы никому не желаем, а уж когда всё напрочь выходит за рамки, молча, но довольно решительно устраняем неправду и зло.

В концовке фильма Верещагин погибает при взрыве на баркасе, который был заминирован Суховым, чтобы не дать банде уйти на нём морем.
Первоначально режиссёр Владимир Мотыль планировал снимать исполнителя роли Верещагина Павла Луспекаева на костылях, но после первой встречи с ним и разговора между ними он решил изменить свои планы. Павел Луспекаев на момент съёмок пережил ампутацию обеих стоп и каждый эпизод давался ему ценой невероятных волевых усилий. Как и персонаж, актёр испытывал личную драму, понимая, что он обречён.

## Память

Памятник Верещагину в Москве

Павел Верещагин считается символом таможенной службы, а песня «Госпожа удача» в исполнении Павла Луспекаева является неофициальным гимном таможенной службы.

Открытие памятника таможеннику Верещагину в городе Курган.

Катер с воздушной каверной «Павел Верещагин» Дальневосточного таможенного управления

В 2001 году на территории Амвросиевской таможни Украины был установлен памятник Павлу Верещагину. Памятники Павлу Верещагину установлены также в городе Кургане у здания таможни в 2007 году и в Москве. Памятник Верещагину и Петрухе в 2019 году появился в Южно-Сахалинске.
На могиле Павла Луспекаева на петербургском Северном кладбище установлен памятный знак «С поклоном от таможенников Северо-Запада», на Дальнем Востоке в его честь назван «патрульный корабль Павел Верещагин».

## В культуре
С образом Верещагина связаны крылатые фразы персонажа из фильма:
- Была у меня таможня — были контрабандисты. Сейчас таможни нет — контрабандистов нет.
- Опять ты мне эту икру поставила. Не могу я её каждый день, проклятую, есть! Хоть бы хлеба достала!
- На дворе павлинов видел? Вот на них сменял… мундир-то.
- Я тоже сейчас вот это допью — и брошу.
- Вот что, ребята: пулемёт я вам не дам.
- Я мзду не беру — мне за Державу обидно!
- Сейчас мы поглядим, какой это Сухов.
- Уж больно мне твой Петруха по душе!
- Ну, заходи…

Известен персонаж и в качестве героя анекдотов.
- Эх, хочу я быть таким таможенником, как Верещагин… Чтобы и взяток не брать, и икру ложкой трескать…[14]